# Feuillet (journalisme)
Pour les articles homonymes, voir Feuillet.
Dans la presse écrite, le feuillet est une unité qui permet de donner une indication de longueur au journaliste pour l'écriture de son article. Un feuillet représente 25 lignes de 60 signes, ou 15 lignes de 100 signes, soit, approximativement, 1 500 signes ou caractères (espaces compris) dans le cas d'un feuillet "plein". Dans la pratique (retraits, dialogues, sauts de paragraphe et de page), le feuillet moyen compte aux alentours de 1200 à 1300 signes pour environ 250 mots.
Cette notion est capitale pour les journalistes-pigistes puisque souvent, ceux-ci sont payés au nombre de feuillets.
Le tarif varie beaucoup d'une publication à l'autre : en 2003 en France, les tarifs variaient de 7 à 240 euros le feuillet. Le site internet Paye ta Pige recense une partie de ces tarifs. 
En mars 2025, après deux ans de négociation le Spiil obtient la signature avec la CFDT, la CGT et le SNJ du premier accord du secteur avec la validation d'un accord grille de qualification et de salaires qui fixe la rémunération minimale du feuillet à 57 euros bruts le feuillet à compter du 01/04/2027, précédé d'une période intermédiaire à 55 euros bruts le feuillet à compter de la signature de l'accord le 17/03/2025.  
Cette unité feuillet sert également de base de calcul pour la rémunération des traducteurs (notamment dans l'édition).